# Блискучий ціанід
«Блискучий ціанід» (англ. Sparkling Cyanide) - детективний роман англійської письменниці Агати Крісті, уперше опублікований видавництвом Dodd, Mead and Company у США в 1945 році під назвою Remembered Death («День поминовенія»). У Великій Британії роман був уперше опублікований у тому ж році видавництвом Collins Crime Club. Роман оповідає про розслідування, що веде Полковник Рейс. Антураж роману запозичений Агатою Крісті з більш раннього твору, розповіді «Жовтий Ірис», уперше опублікованого в 1937 році. Героєм розповіді, однак, був Еркюль Пуаро.

## Сюжет
За рік до описуваних подій, у листопаді, сім чоловік зібралися в ресторані «Люксембург» на обід. Одна з них, Розмері Бартон, вмерла прямо за столом. Як з'ясувалося пізніше, вона отруїлася ціаністим калієм, а причиною самогубства стала депресія. 

Її чоловік одержує анонімного листа, у якому сверджується, що Розмері була вбита, і Джордж вирішує з'ясувати все до кінця. Він запрошує в той же ресторан всіх учасників того нещасливого обіду. Акторку, дивно схожу на його покійну дружину, він просить зіграти її роль. Однак акторка так і не прийшла, а Джордж гине від того ж ціаніду, підсипаного в келих. Його смерть теж вважали б самогубством, якби не друг Джорджа, полковник Рейс. Він з'ясував, що метою вбивці була Ірис (Айрис), 18-літня сестра Розмері, що є єдиною її прямою спадкоємицею.